# Трговина људима у Израелу
Трговина људима у Израелу укључује трговину мушкарцима и женама у земљу ради сексуалног ропства  и присилног рада. Земља је уложила озбиљне напоре да смањи проблем последњих година и сада се налази на 90. месту од 167 земаља које дају податке.  Идентификација жртава, рад кривичног правосуђа и напори на координацији са пословним и владиним агенцијама били су усклађени у смањењу овог проблема у последњој деценији. 
Палестинци и страни радници, првенствено из јужне и југоисточне Азије, источне Европе и бившег Совјетског Савеза, мигрирају у Израел на привремени рад у грађевинарству, пољопривреди и нези; трговци људима експлоатишу неке од ових радника на принудном раду, као што су незаконито држање пасоша, ограничења кретања, неисплаћивање плата, претње и физичко застрашивање.  Није познато да ли агенције за запошљавање у земљама порекла и у Израелу захтевају од радника да плате накнаде за запошљавање – пракса која раднике чини веома рањивим на трговину људима. Израел је био одредишна земља за жене којима се тргује из Русије, Украјине, Молдавије, Узбекистана, Белорусије, Кине, Јужне Кореје и можда са Филипина у сврху сексуалне експлоатације. У 2008. години, невладина организација је приметила пораст интерне трговине израелским женама ради комерцијалне сексуалне експлоатације и пријавила нове случајеве трговине израелским женама у иностранству у Канаду, Ирску и Енглеску . Афрички тражиоци азила који су илегално улазили у Израел такође су били подложни трговини људима ради присилног рада или проституције.  Велики број Еритрејаца је кријумчарен у Израел. 
Влада је 2007. повећала број осуђујућих пресуда за кривична дела трговине људима и спровела кампању за спречавање принудног рада.  Израел такође наставља да жртвама сексуалне трговине пружа склониште, правну помоћ и помоћ у заштити. Невладине организације су тврдиле да „склоништа нису довољна за лечење обима жртава трговине људима које нису званично идентификоване у Израелу, посебно међу мигрантима и тражиоцима азила који долазе са Синаја“.  У 2012. је објављено да „број погођених жена наставља да опада од усвајања и примене израелског закона о борби против трговине људима из 2006. године“. 
Изградња баријере Египат-Израел дугачка 395 км  2013. заслужна је за даље смањење трговине људима у Израел, спречавањем нерегуларних миграција дуж руте трговине људима Синај- Негев . 
Канцеларија америчког Стејт департмента за праћење и борбу против трговине људима ставила је земљу у земљу првог реда чије владе се у потпуности придржавају минималних стандарда ТВПА 2017.  Међутим, 2021. је спуштен на ниво 2, што значи „земље чије владе не поштују у потпуности све минималне стандарде ТВПА, али улажу значајне напоре да се ускладе са тим стандардима“. Стејт департмент је известио: „Пету годину заредом, Полицијска координациона јединица за борбу против трговине људима (ПТЦ), која је остала једина институција која је званично признала жртве трговине људима, остала је без довољно особља, што је додатно утицало на ефикасност процедура идентификације жртава и упућивања Због тога је Израел спуштен на ниво 2."  Држава Израел је 23. јула 2008. ратификовала Протокол о спречавању, сузбијању и кажњавању трговине људима, посебно женама и децом 

## Тужилаштво
Влада Израела је постигла напредак у кривичном гоњењу и кажњавању кривичних дела трговине људима. Израел забрањује све облике трговине људима својим Законом о борби против трговине људима који је ступио на снагу 29. октобра 2006. године, који прописује казне до 16 година затвора за сексуалну трговину одраслим особама, до 20 година затвора за сексуалну трговину малолетник, до 16 година затвора за ропство и до 7 година затвора за принудни рад. Ове казне су сразмерне онима за друге тешке злочине, као што је силовање. Влада је 2007. године осудила 38 особа за сексуалну трговину – четири више него 2006. – са казнама у распону од шест месеци до 15 година затвора и новчаним казнама. 
Поред тога, до 2008. године било је у поступку 16 кривичних гоњења за трговину људима, а још 15 случајева је чекало жалбе. Израел је уложио одређене напоре да истражи и казни дјела присилног ропства; Влада је 2007. године припремила три оптужнице за принудни рад и једну оптужницу за ропство. Поред тога, три кривична предмета преваре/преваре страних радника у којима је учествовало пет окривљених била су на чекању кривичног гоњења или жалбе од 2008. године. Израел је пријавио да није било кривичног гоњења, осуде или кажњавања владиних званичника саучесника у трговини људима у 2007. 

## Заштита
Влада Израела је побољшала своју заштиту жртава трговине људима, али докази о заштити жртава принудног рада остају ограничени. Влада управља склоништем углавном за жртве сексуалне трговине уз подршку локалне невладине организације. Наиме, иако Израелу недостаје посебно склониште за жртве трговине људима, владине власти понекад упућују жртве принудног рада у склониште за сексуалну трговину. Жртве у том склоништу добијају медицински третман, психијатријске и социјалне услуге, стипендије и привремени боравак и радну дозволу. 
Влада налаже правну помоћ свим жртвама трговине људима и примењује формалне процедуре за идентификацију жртава сексуалне трговине и упућивање у склониште.  Страни радници који подносе пријаве у вези са кривичним делима се не хапсе, углавном се запошљавају на алтернативни начин и добијају олакшице за имиграцију. Жртве трговине људима добијају законске алтернативе за њихово премјештање у земље у којима се могу суочити са тешкоћама или одмаздом, укључујући издавање привремених продужења виза. 
Влада охрабрује жртве сексуалне трговине да помогну у истрагама против својих трговаца људима, али не подстиче активно жртве принудног рада да учине исто. Жртве које нису смештене у државном склоништу, укључујући жртве интерне трговине људима, не добијају исти ниво услуга заштите од владе као жртве које се налазе у склоништима. 

## Превенција
Израел је уложио напоре да спречи трговину људима. Имиграциона полиција је покренула радио кампању упозоравајући послодавце да не експлоатишу раднике мигранте. Министарство просвете и Управа за унапређење положаја жена такође су спровели кампање подизања свести у школском систему које су укључивале семинаре за администраторе и наставнике о трговини људима у вези са сексуалним радом. Овај програм се фокусирао на улогу школског система у смањењу потражње за комерцијалним сексуалним услугама.